# Hilarius
Hilarius – poeta języka łacińskiego i francuskiego, uczeń Abelarda.
Z początkiem X wieku niektóre kościoły we Francji wprowadziły do liturgii wielkanocnej trop w formie dialogu odgrywanego przez śpiewaków kościelnych, którzy przedstawiać mieli postacie z Ewangelii. Przed 1100 rokiem wprowadzono oprócz wielkanocnych "gry" na święta Bożego Narodzenia i Trzech Króli. W ten sposób na początku XII stulecia rozpowszechnił się we Francji dramat liturgiczny przedstawiający sceny ewangeliczne przeznaczone do odegrania w trakcie uroczystości kościelnych. 
Hilarius był uczniem Abelarda. Pozostawił po sobie napisane po 1125 roku: "grę" liturgiczną o Łazarzu i dramat o świętym Mikołaju. Utwory przeznaczone do śpiewu, w których dialog łaciński przeplatany był refrenami w języku francuskim. Drugi z nich nie ma ściśle liturgicznego charakteru. Został napisany na uroczystość bardzo popularnego na zachodzie świętego, jako budująca rozrywka. Święty Mikołaj był od XI wieku uważany z patrona uczącej się młodzieży, z jego osobą związany był szereg obrzędów, anegdot i pieśni. Hilarius przerobił jeden z żywotów dotyczących tego świętego na dialog, do którego dodał akcję.